# 有明海

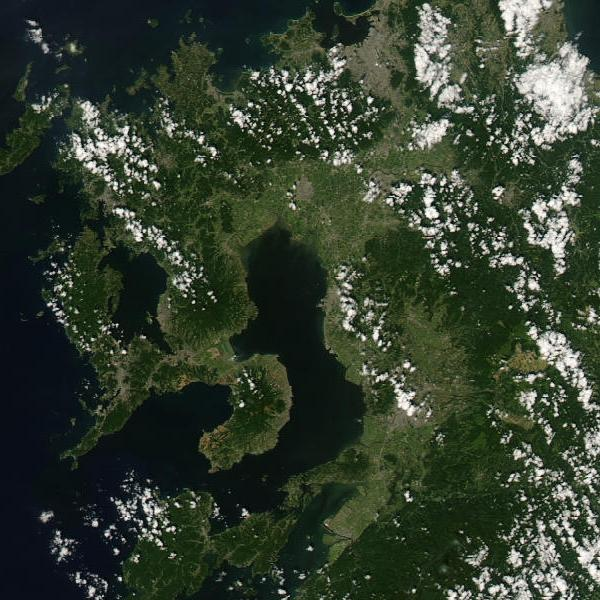
有明海的衛星照片（2007年、PD NASA）

有明海（日语：／ Ariake kai */?）為位于日本福岡縣・佐賀縣・長崎縣・熊本縣間的海灣，是九州最大的海灣。最深處有50米。該地漲潮與落潮時水位差極大，達4米左右，漁民利用此條件養殖海苔。在落潮時，有大量的泥灘濕地露出。